# 고마가와역
고마가와역(일본어: 高麗川駅, こまがわえき)은 일본 사이타마현 히다카시에 있는 철도역이다.

## 타는 곳
하치코 선을 운행하는 열차 중, 하치오지역을 운행하는 열차(전철화 구간, 전동차 운행)는 가와고에 선과 직결 운행을 하며, 다카사키역을 운행하는 열차(전철화되지 않은 구간, 디젤 동차 운행)는 이 역에서 출발한다. 같은 하치코 선 노선이지만, 운행 방식이 다른 관계로 하치오지 역에서 다카사키 역으로 가는 경우 이 역에서 반드시 환승해야만 한다.
| 1 | ■ 하치코 선 (전철화 구간)          | 히가시한노・하이지마・하치오지 방면       |
| 1 | ■ 가와고에 선                      | 가와고에 방면                             |
| 2 | ■ 하치코 선 (전철화되지 않은 구간) | 오고세・오가와마치・요리이・다카사키 방면 |
| 3 | ■ 하치코 선 (전철화 구간)          | 히가시한노・하이지마・하치오지 방면       |
| 3 | ■ 가와고에 선                      | 가와고에 방면                             |

## 역세권 정보
- 고마 강
- 고마 신사

## 역사
- 1933년 4월 15일: 하치코 선의 철도역으로서 영업 개시.
- 1940년 7월 22일: 가와고에 선이 접속.
- 1985년 9월 30일: 가와고에 선이 전철화됨.
- 1996년 3월 16일: 하치코 선(하치오지 ~ 고마가와 구간)이 전철화됨.

## 사진

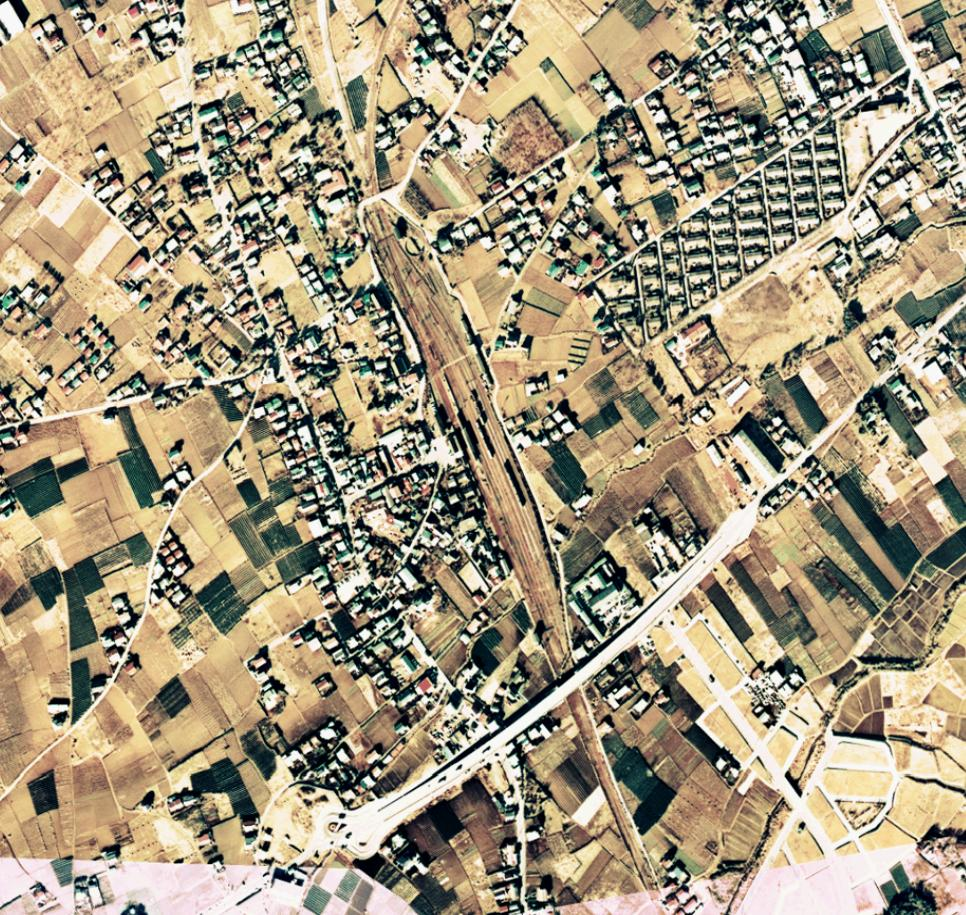
고마가와 역 위성 사진(1974년 촬영, 일본 국토교통성이 제공함.)

## 인접역
| 동일본 여객철도 ■ 하치코 선 ■ 가와고에 선 | 동일본 여객철도 ■ 하치코 선 ■ 가와고에 선 | 동일본 여객철도 ■ 하치코 선 ■ 가와고에 선 |
| ----------------------------------------- | ----------------------------------------- | ----------------------------------------- |
| 히가시한노 하치오지 방면                  | 전철화된 구간을 운행하는 열차             | 무사시타카하기 가와고에 방면              |
| 동일본 여객철도 ■ 하치코 선               |                                           |                                           |
| 시·종착역                                 | 전철화되지 않은 구간을 운행하는 열차      | 모로 다카사키 방면                        |